# Tomb inesperat
Tomb inesperat (títol original: Twisted) és un thriller estatunidenc dirigit per Philip Kaufman, estrenat l'any 2004. Ha estat doblat al català. S'hi utilitza una arma japonesa: el yawara.

## Argument
Jessica Shephard és una brillant inspectora de policia a San Francisco, educada per l'amic del seu pare. Es troba implicada d'una manera estranya en una sèrie d'homicidis dels quals té l'encàrrec d'investigar amb el seu company d'equip: totes les víctimes han passat pel seu llit, perquè té costums més aviat lliures associades a un fort consum d'alcohol.

## Repartiment
- Ashley Judd: Jessica Shephard
- Samuel L. Jackson: John Mills
- Andy Garcia: Mike Delmarco
- David Strathairn: Dr Melvin Franck
- Russell Wong: tinent Tong
- D. W. Moffett: Ray Porter
- Titus Welliver: Dale Becker
- Mark Pellegrino: Jimmy Schmidt
- Camryn Manheim: Lisa
- Richard T. Jones: Wilson Jefferson
- Leland Orser: Edmund Cutler

## Crítica
- "És una vella màxima que no es pot fer una bona pel·lícula amb un mal guió. Però amb el thriller de suspens 'Giro inesperat', Philip Kaufman demostra que pots fer-ne una que hauria d'haver estat bona"[3]
- "Un thriller psicosexual pesat i depriment"[4]